# Myconus uniformis
Myconus uniformis är en insektsart som först beskrevs av Metcalf 1938.  Myconus uniformis ingår i släktet Myconus och familjen vedstritar.
Artens utbredningsområde är Panama. Inga underarter finns listade i Catalogue of Life.